# Place Maurice-Barrès
La place Maurice-Barrès est une voie du 1er arrondissement de Paris, en France.

## Situation et accès
Cette place est située au croisement de la rue Saint-Honoré et de la rue Cambon. Elle sert de parvis à l'église Notre-Dame-de-l'Assomption.

## Origine du nom
Elle porte le nom de Maurice Barrès (1862-1923), écrivain et homme politique français.

## Historique
Le couvent Notre-Dame-de-l'Assomption, construit au XVIIe siècle, est en grande partie détruit, à l’exception de l'église, au début du XIXe siècle. Devenu complètement libre de construction, le parvis de l'église reste toutefois clos et n'est pas intégré à la voie publique. Une partie est réservée à la cour d'une école municipale de garçons.
Après la construction du palais Cambon, le parvis est aménagé en 1924 en voie publique. 
La place ainsi créée prend sa dénomination actuelle par arrêté du 24 mars 1924.

## Bâtiments remarquables et lieux de mémoire
Il n'y a aucune adresse sur cette place.

## Pour approfondir